# Alex Fernandez
Alex Fernandez (Miami, 22 de julho de 1967) é um ator e dublador americano.

## Carreira
Fernandez fez aparições em séries como House, The Closer, NCIS: Los Angeles, Army Wives, Prison Break, CSI: Miami, Cold Case, Heroes, The West Wing, The Good Wife, The Shield e Devious Maids, Off the Map, entre muitas outras. Ele também é conhecido por seu trabalho de voz em jogos eletrônicos, especialmente como o antagonista Seymour Guado em Final Fantasy X, Mangus em Brütal Legend, Carlito Keyes em Dead Rising, e como Uka Uka em Crash Twinsanity, assumindo o papel do ator Clancy Brown. Ele também teve papéis em outros jogos eletrônicos, incluindo Saints Row e Saints Row 2, James Bond 007: Everything or Nothing, Quantum of Solace, Tom Clancy's Splinter Cell: Double Agent e Mercenaries 2: World in Flames. Ele também dublou inúmeros personagens em animações, incluindo os filmes Tekkonkinkreet, Vampire Hunter D e The Animatrix, e as séries Family Guy, American Dad!, Todd McFarlane's Spawn e Pet Shop of Horrors.
Ele apareceu em dois episódios da série Lucifer como Warden Perry Smith. Ele também interpreta o Detetive Flores em Marvel's Runaways.

## Filmografia

### Jogos eletrônicos
| Ano  | Título                                   | Papel                                       | Notas |
| ---- | ---------------------------------------- | ------------------------------------------- | ----- |
| 1985 | Where in the World is Carmen Sandiego?   | The Chief                                   |       |
| 1996 | Top Gun: Fire At Will                    | Vozes adicionais                            |       |
| 2001 | Final Fantasy X                          | Seymour Guado                               |       |
| 2003 | Final Fantasy X-2                        | Seymour Guado                               |       |
| 2003 | James Bond 007: Everything or Nothing    | The General                                 |       |
| 2004 | Crash Twinsanity                         | Uka Uka                                     |       |
| 2004 | Crash Twinsanity                         | Farmer Ernest                               |       |
| 2004 | EverQuest II                             | Undead Male Gnoll, Generic Male Gnoll       |       |
| 2006 | Baten Kaitos Origins                     | Bein                                        |       |
| 2006 | Syphon Filter: Dark Mirror               | Vozes adicionais                            |       |
| 2006 | Dead Rising                              | Carlito Keyes                               |       |
| 2006 | Saints Row                               | Stilwater's Resident                        |       |
| 2006 | Just Cause                               | Vozes genéricas                             |       |
| 2006 | Tom Clancy's Splinter Cell: Double Agent | Vozes adicionais                            |       |
| 2008 | Mercenaries 2: World in Flames           | Diaz - Venezuelan Civilian                  |       |
| 2008 | Saints Row 2                             | Vozes adicionais                            |       |
| 2008 | Quantum of Solace                        | General Medrano, South American Mercenaries |       |
| 2009 | Indiana Jones and the Staff of Kings     | Pillager                                    |       |
| 2009 | Brütal Legend                            | Magnus, Air Corpse                          |       |
| 2009 | Final Fantasy XIII                       | Cocoon Inhabitants                          |       |
| 2010 | MAG                                      | Valor Commander                             |       |
| 2010 | Call of Duty: Black Ops                  | Vozes adicionais                            |       |
| 2011 | SOCOM 4: U.S. Navy SEALs                 | ClawHammer Soldier 4                        |       |
| 2011 | F.E.A.R. 3                               | Voice                                       |       |
| 2011 | Driver: San Francisco                    | Vozes adicionais                            |       |
| 2011 | Star Wars: The Old Republic              | Vozes adicionais                            |       |
| 2016 | Skylanders: Imaginators                  | Uka Uka                                     |       |
| 2018 | The Walking Dead: The Final Season       | Abel                                        |       |